# U Černoblatské louky
Přírodní památka U Černoblatské louky zahrnuje lesní porost u kóty 257 m n. m. dva kilometry SSZ od města Týniště nad Orlicí v okrese Rychnov nad Kněžnou. Rezervace byla k roku 2008 zrušena.
Hlavním motivem ochrany bylo zachování starého porostu místního ekotypu borovice lesní s přirozeným výskytem smrku na rašelinných půdách v poměrně nízké nadmořské výšce. Rezervace byla součástí většího lesního celku tzv. Týnišťské obory.
Geologie – Mírně skloněný svah Orlické tabule na pleistocenních říčních naplaveninách (štěrkopíscích) terasového systému Orlice (riss-mindel, částečně würm-riss), promísených s holocenními hlinitými sedimenty. V podloží jsou svrchnokřídové sedimenty březenského souvrství.
Květena – Rezervace ležela na velmi chudých písčitých půdách a jen díky protékajícímu potůčku ji šlo označit jako středně bohatou. Porosty lze podle geobotanické rekonstrukce přiřadit k borovým doubravám, bezkolencovým doubravám (Molinio arundinaceae-Quercetum) a rašelinným březinám (Betulion pubescentis). Rostou zde vlhkomilné druhy, jako potočník vzpřímený (Berula erecta), kapradiník bažinný (Thelypteris palustris), třezalka čtyřkřídlá (Hypericum tetrapterum), řeřišnice hořká (Cardamine amara), čarovník alpský (Circaea alpina) a čarovník prostřední (Circaea intermedia), lýkovec jedovatý (Daphne mezereum) a rozrazil štítkovitý (Veronica scutellata).
Zvířena – Objevuje se tu kuňka obecná (Bombina bombina, hnízdí typické lesní druhy ptáků, např. puštík obecný (Strix aluco), káně lesní (Buteo buteo), sýkora uhelníček (Parus ater) aj. Běžná je veverka obecná (Sciurus vulgaris).
Lesnictví – Porost byl poškozen větrnými kalamitami a částečně obnoven z přirozeného náletu borovice a částečně umělou obnovou smrkem.